# 全国公立短期大学協会
全国公立短期大学協会（ぜんこくこうりつたんきだいがくきょうかい、英語: Japan Association of Public Junior Colleges）は、日本国内の公立短期大学と公立専門職短期大学を会員とする任意団体。略称は「公短協」（こうたんきょう）。
現在の会長は、2021年5月27日より大月短期大学長の栁沢幸治が務めている。

## 概要
- 目的 - 公立短期大学の連絡を密にし、その協力によって、公立短期大学の健全な発展を図ること（会則第1章第1条）[4]
- 事務局所在地 - 東京都千代田区内神田3丁目5番5号 大同ビル3階[1]
- 会員校数 - 14校（2023年5月22日時点）[注釈 1][7][1]

## 事業
公短協の行う事業は、会則第1章第5条で定められている。事業内容は以下の通り。
- 公立短期大学相互の連絡に関する事業
- 関係官公庁、関係団体および他の大学協会との連絡に関する事業
- 公立短期大学における研究および教育の振興・発展に関する事業
- 短期大学基準の制定および改善に関する事業
- その他第1条の目的を達成するため、必要と認める事業

## 刊行物
公短協の主な刊行物は以下の通り。
- 会報「公短協」 - 年2回、5月と10月に発行。2008年5月号（通号第56号）を最後に休刊。臨時発行あり。
- 公立短期大学実態調査表 - 年1回、5月1日現在での加盟校の実態調査を実施し、発行。
- 公短協ニューズレター - 1〜3か月の程度で加盟校に向けて発行。

## 沿革
- 1950年（昭和25年）8月19日 - 17校の公立短期大学を会員校として設立される[2]。
- 1996年（平成8年） - 会員校数が最多の63校となるが、公立短期大学の統廃合や4年制大学への改組などを受け、以降の協会の会員校数は減少していく[2]。

## 歴代会長
出典：第16-20代、第21-25代
1. 四宮恭二（1950年8月19日 - 1959年12月19日、当時大阪社会事業短期大学長）[3]
2. 山根邦夫（1960年6月8日 - 1960年12月2日、当時広島女子短期大学長）[3]
3. 田中静雄（1961年5月23日 - 1966年5月11日、当時神奈川県立栄養短期大学長）[3]
4. 三澤房太郎（1966年5月11日 - 1967年3月31日、当時宮城県農業短期大学長）[3]
5. 各務虎雄（1967年5月22日 - 1973年5月30日、当時岐阜女子短期大学長）[3]
6. 有山兼孝（1973年5月30日 - 1977年11月30日、当時名古屋市立女子短期大学長）[3]
7. 林秀（1978年5月25日 - 1982年5月28日、当時神奈川県立衛生短期大学長）[3]
8. 内田譲吉（1982年5月28日 - 1986年3月31日、当時奈良県立短期大学長）[3]
9. 蜂巣進（1986年5月29日 - 1987年3月31日、当時前橋市立工業短期大学長）[3]
10. 西川達雄（1987年5月28日 - 1988年5月26日、当時滋賀県立短期大学長）[3]
11. 與良清（1988年5月26日 - 1991年3月31日、当時東京都立立川短期大学長）[3]
12. 那須毅（1991年5月30日 - 1992年3月31日、当時新見女子短期大学長）[3]
13. 佐々木徹郎（1992年5月26日 - 1996年5月28日、当時山形県立米沢女子短期大学長）[3]
14. 山田一郎（1996年5月28日 - 1997年8月5日、当時島根県立島根女子短期大学長）[3]
15. 澤田勤也（1997年10月15日 - 1999年3月31日、当時千葉県立衛生短期大学長）[3]
16. 小野謙二（1999年5月25日 - 2000年3月31日[注釈 2]、当時倉敷市立短期大学長）
17. 斎藤秀晁（2000年5月30日 - 2002年2月20日[注釈 3]、当時新潟県立看護短期大学長）
18. 鶴見尚弘（2002年5月30日 - 2006年3月31日[注釈 4]、当時山梨県立女子短期大学長）
19. 上條宏之（2006年6月1日 - 2010年5月24日、長野県短期大学長）
20. 上野達彦（2010年5月24日 - 2011年3月31日[注釈 5]、当時三重短期大学長）
21. 遠藤恵子（2011年5月26日 - 2012年5月24日、当時山形県立米沢女子短期大学長）
22. 難波正義（2012年5月24日 -2014年5月20日 、当時新見公立短期大学長）
23. 東福寺一郎（2014年5月20日 - 2018年5月18日、当時三重短期大学長）
24. 鈴木道子（2018年5月18日 - 2020年3月31日[注釈 6]、当時山形県立米沢女子短期大学長）
25. 杉山寛行（2020年5月29日 - 2021年3月31日[注釈 7]、当時岐阜市立女子短期大学長）[3]
26. 栁沢幸治（2021年5月27日 - 現職、大月短期大学長）[3]